# Cricula ceylonica
Cricula ceylonica är en fjärilsart som beskrevs av Jordan 1909. Cricula ceylonica ingår i släktet Cricula och familjen påfågelsspinnare. Inga underarter finns listade i Catalogue of Life.